# Odontosia
Odontosia là một chi bướm đêm thuộc họ Notodontidae.

## Các loài tiêu biểu
- Odontosia carmelita (Esper, [1798])
- Odontosia sieversi (Menetries, 1856)
- Odontosia elegans (Strecker, 1885)
- Odontosia grisea (Strecker, 1885)